# 日本文具振興
日本文具振興株式会社（にほんぶんぐしんこう、Nihon Bungushinkou Corporation）は、全国共通「文具券」（ぜんこくきょうつうぶんぐけん）の発券・回収事務を行っていた企業である。

## 概要
1978年（昭和53年）に文具関連の業界団体や、文具・事務機器卸の協同組合など15団体の出資により設立。
本社は東京都台東区にあった。
2011年（平成23年）解散。2012年（平成24年）清算手続き結了。

## 全国共通「文具券」
日本文具振興が発行した、文具類と引き換えられる有価証券（金券）である。額面は500円の一種類のみであった。
2003年（平成15年）3月時点の加盟店は11,545店で、文具店のほか百貨店、一部のコンビニエンスストアでも使用できた。
鉛筆・ノートなどの通常の文具のほか、万年筆など高級筆記具、祝儀袋、MOなどのOA関連商品などと引き換えできた。
全国共通「文具券」は日本文具振興の登録商標（商標登録第4040533号、第4040536号）である。
特に卒業・入学シーズンに需要があり、ピーク時の1993年（平成5年）には18億円の売上げがあった。
「ブングーキング」というマスコットキャラクターがあった。

### CM・ポスター出演者
- 小磯勝弥（1986年）[2]
- 山下智久、生田斗真、風間俊介（1999年）
- 野原しんのすけ（『クレヨンしんちゃん』の登場人物）（2002年）

### 廃止
2010年（平成22年）10月に、少子化やパソコンの普及、さらにネット販売の増加による売上高の減少、また、文具券を受け付ける個人経営の文具店が減少したことも追い打ちをかけ、売上高はピーク時の約3分の1にまで落ち込んでいたため、年内限りで販売と利用を終了することを決定、10月31日に文具券の販売を中止、12月31日をもって有効期限に関わらず全ての文具券の店頭での利用を終了すると発表。
42億円分の未使用券（対象は、無期限、2011年12月31日期限、2012年12月31日期限、2013年12月31日期限のもの）が流通しているとみており、店頭での使用期限を過ぎた2011年（平成23年）1月以降は、銀行振込みによる払戻しを郵送で受け付けることとした。
最終的に2011年9月16日をもって受付けは終了した。

## 沿革
- 1978年（昭和53年）7月7日 - 日本文具振興株式会社設立。
  - 文具券の発券開始。当初は東京都内の加盟店1,002店で使用可能だったが、加盟店網は年内に関東一都六県に拡大。
- 1979年（昭和54年）- 加盟店網を北海道から九州まで拡大。百貨店での使用も可能となる。
- 1990年（平成2年） - 前払式証票の規制等に関する法律の施行に伴う発券業者登録を申請。
- 1997年（平成9年） - 「文具券」の名称の商標登録完了。
- 2004年（平成16年）- 券面のデザイン変更。
- 2007年（平成19年）- 券面のデザイン変更、有効期限を設定。
- 2010年（平成22年）
  - 10月31日 - 販売終了[3]。
  - 12月31日 - 利用停止。
- 2011年（平成23年）
  - 1月12日 - 払戻しの受付け開始、期限は3月13日まで[4]。
    - 3月11日に発生した東日本大震災のため、当分の間、3月14日以降の消印でも受け付けることとされた[5]。

  - 6月6日 - 債権申出の受付け開始、期限は9月16日まで[6]。
  - 6月11日 - 日本文具振興株式会社解散。
  - 9月17日 - 債権申出の受付け終了[7]。
- 2012年（平成24年）
  - 5月14日 - 日本文具振興株式会社清算手続結了[8]。